# Чаклунка (саундтрек)
Maleficent: Original Motion Picture Soundtrack — альбом саундтреків, написаних Джеймсом Ньютоном Говардом для фільму 2014 року «Чаклунка», заснованого на діснеївському лиходійському персонажі Малефісенті з анімаційного фільму «Спляча красуня». Фільм є ігровим спінофом «Сплячої красуні» і до певної міри натхненний оригінальною казкою Шарля Перро. Режисером фільму став Роберт Стромберґ, головну роль у ньому виконала Анджеліна Джолі.

## Список композицій
Автор музики Джеймс Ньютон Говард, за винятком треку #23. 
| Чаклунка: Оригінальний саундтрек до фільму | Чаклунка: Оригінальний саундтрек до фільму | Чаклунка: Оригінальний саундтрек до фільму |
| #                                          | Назва                                      | Тривалість                                 |
| ------------------------------------------ | ------------------------------------------ | ------------------------------------------ |
| 1.                                         | «Maleficent Suite»                         | 6:38                                       |
| 2.                                         | «Welcome to the Moors»                     | 1:05                                       |
| 3.                                         | «Maleficent Flies»                         | 4:39                                       |
| 4.                                         | «Battle of the Moors»                      | 4:58                                       |
| 5.                                         | «Three Peasant Women»                      | 1:04                                       |
| 6.                                         | «Go Away»                                  | 2:26                                       |
| 7.                                         | «Aurora and the Fawn»                      | 2:28                                       |
| 8.                                         | «The Christening»                          | 5:30                                       |
| 9.                                         | «Prince Philip»                            | 2:29                                       |
| 10.                                        | «The Spindle's Power»                      | 4:35                                       |
| 11.                                        | «You Could Live Here Now»                  | 2:26                                       |
| 12.                                        | «Path of Destruction»                      | 1:47                                       |
| 13.                                        | «Aurora in Faerieland»                     | 4:41                                       |
| 14.                                        | «The Wall Defends Itself»                  | 1:06                                       |
| 15.                                        | «The Curse Won't Reverse»                  | 1:21                                       |
| 16.                                        | «Are You Maleficent?»                      | 2:10                                       |
| 17.                                        | «The Army Dances»                          | 1:28                                       |
| 18.                                        | «Phillip's Kiss»                           | 2:20                                       |
| 19.                                        | «The Iron Gauntlet»                        | 1:35                                       |
| 20.                                        | «True Love's Kiss»                         | 2:33                                       |
| 21.                                        | «Maleficent Is Captured»                   | 7:42                                       |
| 22.                                        | «The Queen of Faerieland»                  | 3:25                                       |
| 23.                                        | «Once Upon a Dream» (Лана Дель Рей)        | 3:20                                       |
| 1:11:46                                    |                                            |                                            |

## Чарти
| Чарт (2014)                      | Пік позиція |
| -------------------------------- | ----------- |
| UK Soundtrack Albums (OCC)       | 42          |
| US Billboard 200                 | 123         |
| US Soundtrack Albums (Billboard) | 18          |